# Ла-Динь-д’Аваль
Ла-Динь-д’Ава́ль (фр. La Digne-d'Aval) — коммуна во Франции, находится в регионе Лангедок — Руссильон. Департамент коммуны — Од. Входит в состав кантона Лиму. Округ коммуны — Лиму.
Код INSEE коммуны — 11120.

## Население
Население коммуны на 2008 год составляло 562 человека.
| 1962 | 1968 | 1975 | 1982 | 1990 | 1999 | 2008 |
| ---- | ---- | ---- | ---- | ---- | ---- | ---- |
| 164  | 164  | 193  | 307  | 422  | 493  | 562  |

## Экономика
В 2007 году среди 389 человек в трудоспособном возрасте (15—64 лет) 269 были экономически активными, 120 — неактивными (показатель активности — 69,2 %, в 1999 году было 69,2 %). Из 269 активных работали 252 человека (129 мужчин и 123 женщины), безработных было 17 (8 мужчин и 9 женщин). Среди 120 неактивных 43 человека были учениками или студентами, 38 — пенсионерами, 39 были неактивными по другим причинам.